# Jean Dufay
Jean Dufay   (Blois, 18 de juliol de 1896 - Chaponost, 6 de novembre de 1967), va ser un astrònom i astrofísic francès.

## Biografia
Jean Dufay va acabar el seu primer cicle universitari el 1913. Va ser mobilitzat durant la Primera Guerra Mundial, resultant ferit. Després de la guerra, va reprendre els seus estudis universitaris i va obtenir el seu doctorat el 1928 amb el professor Charles Fabry. Jean Dufay va estudiar les nebuloses, les galàxies i el medi interestel·lar.
El 1925, mentre estava treballant amb el físic francès Jean Cabannes, va estudiar i va determinar l'altitud de la capa d'ozó.
Jean Dufay va començar a treballar com a astrònom de l'Observatori de Lió el 1929. Promogut a director el 1933, va conservar el càrrec fins a la seva retirada el 1966. El 1936 també va ser nomenat director del nou Observatori de l'Alta Provença, romanent en aquest lloc fins a 1965.
El 1963 va ser triat membre de l'Acadèmia de les Ciències de França.

## Eponimia
- El 1970, la Unió Astronòmica Internacional va donar el seu nom al cràter lunar Dufay.